# Chachita la de Triana
Chachita la de Triana es una película mexicana de drama con temas flamencos de la Época de Oro del Cine Mexicano protagonizada por Evita Muñoz "Chachita" como la hija de un pintor mexicano y una bailarina sevillana que, con el objetivo de atenuar el disgusto de su abuelo misógino, se disfraza de muchacho para cometer varias travesuras y así desacreditar al llamado sexo fuerte.
Pese a la diferencia de edades, cuarenta años más tarde, "Chachita" y Luis Manuel Pelayo estelarizaron juntos como pareja en la comedia de Noēl Coward Vidas privadas durante una exitosa temporada teatral en la Ciudad de México.

## Reparto
- Evita Muñoz "Chachita"
- Carlos Martínez Baena
- René Cardona
- Jorge Reyes
- Florencio Castelló
- Luana Alcañiz
- Felipe Flores
- Luis Manuel Pelayo
- Raquel Díaz de León
- Pedro de Urdimalas
- Alfonso Jiménez
- Angelillo

- Datos: Q5763980